# 13 Orionis
13 Orionis är en gul underjätte i stjärnbilden Orion.
13 Orionis har visuell magnitud +6,15 och är svagt synlig för blotta ögat vid god seeing. Den befinner sig på ett avstånd av ungefär 90 ljusår.